# Кането Забино
Кането Забино је насеље у Италији у округу Ријети, региону Лацио.
Према процени из 2011. у насељу је живело 568 становника. Насеље се налази на надморској висини од 248 м.